# 繁星若塵

《繁星若塵》台灣中文版封面

《繁星若塵》（The Stars, Like Dust），是美國作家以撒·艾西莫夫出版於1951年的長篇科幻小說，是「銀河帝國三部曲」中年代最早的一部，在這部小說裡，人類還處於星際戰國時代，銀河帝國及其前身「川陀王國」皆尚未出現。

## 故事情節
年輕的拜倫·法瑞爾王子，天霧星未來的牧主，在地球學習期間，險遭核輻射的傷害。拜伦从同学钟狄口中得知，其父受人尊敬的維迪莫斯牧主落入凶狠的太暴人手中，并已遇害。拜倫被迫听从钟狄的建议，来到太暴控制下的洛第亚行星寻找能推翻太暴人的一篇秘密文稿。拜伦请求洛第亚领主庇护自己与协助寻找文稿，但被拒绝。另一方面，拜伦会见了领主的女儿艾妲密西娅和领主的哥哥吉尔布瑞特，从二人那里得到传闻，在一颗隐秘的行星上有一个巨大的叛军基地，预备起义推翻太暴人的统治。
拜伦与两人夺取了一艘太暴星舰，逃到了中立的林根行星。他们与林根的独裁者会面，发现独裁者就是钟狄。独裁者告诉他们，自己有叛军基地行星的五个可能坐标，强迫众人与自己一同乘坐太暴星舰进入马头星云搜寻这五个位置。搜寻了三颗行星未果的众人来到第四颗行星，在行星上，独裁者承认是他因害怕拜伦的父亲的声望而出卖了他，导致他被太暴人杀害。独裁者试图杀死拜伦，但被独裁者的助理阻止。
与此同时，太暴执政官追踪到了太暴星舰的位置，与洛第亚领主一起来到马头星云，并控制了所有人。吉尔布瑞特试图炸毁星舰同归于尽，但拜伦说服了太暴执政官出手协助，阻止了星舰自毁，一行人最终来到第五颗行星，发现这里也没有叛军基地。太暴执政官相信整场事件是吉尔布瑞特的臆想导致的一场闹剧，众人最终得到赦免回到洛第亚。在那里，拜伦与洛第亚领主一同揭示真相，原来洛第亚就是传闻中的叛军基地，而秘密文稿就是旧时代的美国宪法。

## 外部連結
- 艾西莫夫官方網頁 （页面存档备份，存于）